# Coppa Continentale 2012-2013 (hockey su pista)
La Coppa Continentale 2012-2013 è stata la 32ª edizione (la quindicesima con la denominazione Coppa Continentale) dell'omonima competizione europea di hockey su pista. Alla manifestazione hanno partecipato gli spagnoli del Deportivo Liceo, vincitori dell'Eurolega 2011-2012, e gli italiani del Bassano, vincitori della Coppa CERS 2011-2012.
A conquistare il trofeo è stato il Liceo La Coruña al sesto successo nella sua storia.

## Squadre partecipanti
| Club            | Qualificazione             | Partecipazioni precedenti (il grassetto indica la vittoria)                            |
| --------------- | -------------------------- | -------------------------------------------------------------------------------------- |
| Liceo La Coruña | Detentore dell'Eurolega    | 1987-1988, 1988-1989, 1990-1991, 1992-1993, 1999-2000, 2003-2004, 2010-2011, 2011-2012 |
| Bassano         | Detentore della Coppa CERS | Esordiente                                                                             |

## Risultati
| Squadra 1 | Totale          | Squadra 2       | Andata | Ritorno |
| --------- | --------------- | --------------- | ------ | ------- |
| Bassano   | 7 - 7 (1-2 dcr) | Liceo La Coruña | 5 – 1  | 2 - 6   |

| Bassano del Grappa 11 dicembre 2012 Finale di andata | Bassano | 5 – 1 | Liceo La Coruña | PalaSind |

| La Coruña 18 dicembre 2012 Finale di ritorno | Liceo La Coruña | 6 – 2 (d.t.s.) | Bassano | Pazo dos Deportes de Riazor |
| \| \| \| \| \| \| Shootout 2 – 1 \| \|       |                 |                |         |                             |
|                                              |                 |                |         |                             |
|                                              | Shootout 2 – 1  |                |         |                             |